# Пам'ятник шкільній парті
Пам'ятник шкільній парті — скульптурна композиція з бронзи, встановлена у столиці  Польщі місті Варшаві за адресою: набережна Костюшко, будинок 35.
Шкільна парта зразка першої половини ХХ століття у натуральну величину встановлена 19 листопада 2010 року перед будівлею Союзу польських учителів на честь 105-річчя союзу і в ознаменування відкриття 40-го національного конгресу делегатів союзу. У урочистому відкритті пам'ятника брали участь прем'єр-міністр Польщі Дональд Туск, віце-прем'єр Вальдемар Павляк, мер Варшави Ханна Гронкевич-Вальц. За задумом скульптора Войцеха Гриневича, композиція покликана викликати у перехожих спогади про шкільні роки, учителів і витівки юності.
Подвійна шкільна парта є копією парти 1905 року, що знаходиться нині в музеї Союзу польських учителів в Пиляшкуве. Копія виконана з великою ретельністю і увагою до деталей. На стільниці знаходяться прописи, пір'яна ручка, стопка книг, перев'язана ременем, громіздкі шкільні рахівниці, чорнильниця в призначеному для неї поглибленні. На спинці сидіння невідомий першокласник вирізав серце, пронизане стрілою. Такий же символ освідчення в коханні є і у прописах.